# Coupe d'Angleterre de football 2016-2017
Navigation
Coupe d'Angleterre 2015-2016 Coupe d'Angleterre 2017-2018
La Coupe d'Angleterre 2016-2017 est la 136e édition de la FA Cup, la coupe principale dans le football anglais et la plus vieille compétition à élimination directe du monde. Elle est parrainée par Emirates, et est connue sous le nom de Emirates FA Cup. Elle commence le 6 août 2016 et se termine le 27 mai 2017. Au total, 736 clubs y participent.
L'équipe défendant son titre est Manchester United, ayant battu Crystal Palace sur le score de 2–1.

## Calendrier de l'épreuve
| Tour                            | Tirage au sort    | Date des matches         | Matches | Clubs     | Nouvelles entrées | Gain                                      |
| ------------------------------- | ----------------- | ------------------------ | ------- | --------- | ----------------- | ----------------------------------------- |
| Tour extra-préliminaire         | 8 juillet 2016    | 6 août 2016              | 184     | 736 → 552 | 368 : 369e à 736e | 1500£                                     |
| Tour préliminaire               | 8 juillet 2016    | 20 août 2016             | 160     | 552 → 392 | 136 : 233e à 368e | 1925£                                     |
| Premier tour de qualification   | 15 août 2016      | 3 septembre 2016         | 116     | 392 → 276 | 72 : 161e à 232e  | 3000£                                     |
| Deuxième tour de qualification  | 5 septembre 2016  | 17 septembre 2016        | 80      | 276 → 196 | 44 : 117e à 160e  | 4500£                                     |
| Troisième tour de qualification | 19 septembre 2016 | 1er octobre 2016         | 40      | 196 → 156 | -                 | 7500£                                     |
| Quatrième tour de qualification | 3 octobre 2016    | 15 octobre 2016          | 32      | 156 → 124 | 24 : 93e à 116e   | 12 500£                                   |
| Premier tour (1/128 de finale)  | 17 octobre 2016   | 5 novembre 2016          | 40      | 124 → 84  | 48 : 92e à 44e    | 18 000£                                   |
| Deuxième tour (1/64 de finale)  | 7 novembre 2016   | 3 décembre 2016          | 20      | 84 → 64   | -                 | 27 000£                                   |
| Troisième tour (1/32 de finale) | 5 décembre 2016   | Du 6 au 9 janvier 2017   | 32      | 64 → 32   | 44 : 44e à 1er    | 67 500£                                   |
| Quatrième tour (1/16 de finale) | 9 janvier 2017    | Du 27 au 29 janvier 2017 | 16      | 32 → 16   | -                 | 90 000£                                   |
| Cinquième tour (1/8 de finale)  | 30 janvier 2017   | Du 17 au 20 février 2017 | 8       | 16 → 8    | -                 | 180 000£                                  |
| Quarts de finale                | 19 février 2017   | 11 mars 2017             | 4       | 8 → 4     | -                 | 360 000£                                  |
| Demi-finales                    | 13 mars 2017      | 22 et 23 avril 2017      | 2       | 4 → 2     | -                 | Perdant : 450 000£ Vainqueur : 900 000£   |
| Finale                          | 13 mars 2017      | 27 mai 2017              | 1       | 2 → 1     | -                 | Perdant : 900 000£ Vainqueur : 1 800 000£ |

## Troisième tour (1/32 de finale)
L'équipe du niveau le plus bas dans la hiérarchie du football anglais est Stourbridge. Elle évolue en D7.
| 6 janvier 2017 | West Ham United (1) | 0 - 5   | Manchester City (1)                                                          |                                                                          |                                                                          |
| 19h55 BST      |                     | (0 - 3) | Touré 33e (pen.) · Nordtveit 41e (csc) · Silva 43e · Agüero 50e · Stones 84e | Stade olympique, Londres Spectateurs : 56 975 Arbitrage : Michael Oliver | Stade olympique, Londres Spectateurs : 56 975 Arbitrage : Michael Oliver |

| 7 janvier 2017 | Manchester United (1)                      | 4 - 0   | Reading (2) |                                                                          |                                                                          |
| 12h30 BST      | Rooney 7e · Martial 15e · Rashford 75e 79e | (2 - 0) |             | Old Trafford, Manchester Spectateurs : 74 396 Arbitrage : Andre Marriner | Old Trafford, Manchester Spectateurs : 74 396 Arbitrage : Andre Marriner |

|           | Hull City (1)               | 2 - 0   | Swansea City (1) |                                                                                 |                                                                                 |
| 15h00 BST | Hernández 78e · Tymon 90+3e | (0 - 0) |                  | KCOM Stadium, Kingston upon Hull Spectateurs : 6 608 Arbitrage : Anthony Taylor | KCOM Stadium, Kingston upon Hull Spectateurs : 6 608 Arbitrage : Anthony Taylor |

|           | Ipswich Town (2) | 2 - 2   | Lincoln City (5) |                                                                    |                                                                    |
| 15h00 BST | Lawrence 12e 86e | (1 - 1) | Robinson 7e 65e  | Portman Road, Ipswich Spectateurs : 16 027 Arbitrage : Lee Probert | Portman Road, Ipswich Spectateurs : 16 027 Arbitrage : Lee Probert |

|           | Barrow (5) | 0 - 2   | Rochdale (3)      |                                                                             |                                                                             |
| 15h00 BST |            | (0 - 1) | Henderson 17e 62e | Holker Street, Barrow-in-Furness Spectateurs : 4 414 Arbitrage : David Webb | Holker Street, Barrow-in-Furness Spectateurs : 4 414 Arbitrage : David Webb |

|           | Sunderland (1) | 0 - 0 | Burnley (1) |                                                                              |                                                                              |
| 15h00 BST |                |       |             | Stadium of Light, Sunderland Spectateurs : 17 632 Arbitrage : Stuart Attwell | Stadium of Light, Sunderland Spectateurs : 17 632 Arbitrage : Stuart Attwell |

|           | Queens Park Rangers (2) | 1 - 2   | Blackburn Rovers (2)        |                                                                   |                                                                   |
| 15h00 BST | Bidwell 61e             | (0 - 1) | Lynch 8e (csc) · Feeney 58e | Loftus Road, Londres Spectateurs : 7 482 Arbitrage : Simon Hooper | Loftus Road, Londres Spectateurs : 7 482 Arbitrage : Simon Hooper |

|           | Millwall (3)                                | 3 - 0   | Bournemouth (1) |                                                                |                                                                |
| 15h00 BST | Morison 26e · Cummings 49e · Ferguson 90+3e | (1 - 0) |                 | The Den, Londres Spectateurs : 9 471 Arbitrage : Andrew Madley | The Den, Londres Spectateurs : 9 471 Arbitrage : Andrew Madley |

|           | Brighton & Hove Albion (2) | 2 - 0   | Milton Keynes Dons (3) |                                                                                   |                                                                                   |
| 15h00 BST | Kayal 9e · Hemed 72e       | (1 - 0) |                        | Falmer Stadium, Brighton et Hove Spectateurs : 11 091 Arbitrage : James Linington | Falmer Stadium, Brighton et Hove Spectateurs : 11 091 Arbitrage : James Linington |

|           | Blackpool (4) | 0 - 0 | Barnsley (2) |                                                                            |                                                                            |
| 15h00 BST |               |       |              | Bloomfield Road, Blackpool Spectateurs : 4 875 Arbitrage : Chris Sarginson | Bloomfield Road, Blackpool Spectateurs : 4 875 Arbitrage : Chris Sarginson |

|           | Wigan Athletic (2)          | 2 - 0   | Nottingham Forest (2) |                                                                   |                                                                   |
| 15h00 BST | Grigg 45+2e · Wildschut 57e | (1 - 0) |                       | DW Stadium, Wigan Spectateurs : 5 163 Arbitrage : Oliver Langford | DW Stadium, Wigan Spectateurs : 5 163 Arbitrage : Oliver Langford |

|           | Birmingham City (2) | 1 - 1   | Newcastle United (2) |                                                                         |                                                                         |
| 15h00 BST | Jutkiewicz 42e      | (1 - 1) | Murphy 5e            | St Andrew's, Birmingham Spectateurs : 13 171 Arbitrage : Neil Swarbrick | St Andrew's, Birmingham Spectateurs : 13 171 Arbitrage : Neil Swarbrick |

|           | West Bromwich Albion (1) | 1 - 2   | Derby County (2)    |                                                                             |                                                                             |
| 15h00 BST | Philipps 35e             | (1 - 0) | Bent 51e · Ince 54e | The Hawthorns, West Bromwich Spectateurs : 25 288 Arbitrage : Jonathan Moss | The Hawthorns, West Bromwich Spectateurs : 25 288 Arbitrage : Jonathan Moss |

|           | Everton (1) | 1 - 2   | Leicester City (1) |                                                                           |                                                                           |
| 15h00 BST | Lukaku 63e  | (0 - 0) | Musa 66e 71e       | Goodison Park, Liverpool Spectateurs : 35 493 Arbitrage : Martin Atkinson | Goodison Park, Liverpool Spectateurs : 35 493 Arbitrage : Martin Atkinson |

|           | Wycombe Wanderers (4)    | 2 - 1   | Stourbridge (7) |                                                                         |                                                                         |
| 15h00 BST | Wood 47e · Akinfenwa 83e | (0 - 0) | Scarr 70e       | Adams Park, High Wycombe Spectateurs : 6 312 Arbitrage : Darren England | Adams Park, High Wycombe Spectateurs : 6 312 Arbitrage : Darren England |

|           | Watford (1)                 | 2 - 0   | Burton Albion (2) |                                                                   |                                                                   |
| 15h00 BST | Kabasele 21e · Sinclair 77e | (1 - 0) |                   | Vicarage Road, Watford Spectateurs : 13 270 Arbitrage : Lee Mason | Vicarage Road, Watford Spectateurs : 13 270 Arbitrage : Lee Mason |

|           | Stoke City (1) | 0 - 2   | Wolverhampton Wanderers (2) |                                                                            |                                                                            |
| 15h00 BST |                | (0 - 1) | Costa 29e · Doherty 80e     | bet365 Stadium, Stoke-on-Trent Spectateurs : 21 479 Arbitrage : Mike Jones | bet365 Stadium, Stoke-on-Trent Spectateurs : 21 479 Arbitrage : Mike Jones |

|           | Bristol City (2) | 0 - 0 | Fleetwood Town (3) |                                                                              |                                                                              |
| 15h00 BST |                  |       |                    | Ashton Gate Stadium, Bristol Spectateurs : 10 301 Arbitrage : Stephen Martin | Ashton Gate Stadium, Bristol Spectateurs : 10 301 Arbitrage : Stephen Martin |

|           | Huddersfield Town (2)                 | 4 - 0   | Port Vale (3) |                                                                                      |                                                                                      |
| 15h00 BST | Payne 28e 84e · Palmer 73e · Bunn 80e | (1 - 0) |               | John Smith's Stadium, Huddersfield Spectateurs : 11 715 Arbitrage : Geoff Eltringham | John Smith's Stadium, Huddersfield Spectateurs : 11 715 Arbitrage : Geoff Eltringham |

|           | Brentford (2)                                               | 5 - 1   | Eastleigh (5) |                                                                    |                                                                    |
| 15h00 BST | Barbet 9e (pen.) · Field 17e 38e · Vibe 23e · Sawyers 45+2e | (5 - 1) | Obileye 29e   | Griffin Park, Londres Spectateurs : 7 537 Arbitrage : Peter Bankes | Griffin Park, Londres Spectateurs : 7 537 Arbitrage : Peter Bankes |

|           | Bolton Wanderers (3) | 0 - 0 | Crystal Palace (1) |                                                                    |                                                                    |
| 15h00 BST |                      |       |                    | Macron Stadium, Bolton Spectateurs : 11 683 Arbitrage : Roger East | Macron Stadium, Bolton Spectateurs : 11 683 Arbitrage : Roger East |

|           | Norwich City (2)                      | 2 - 2   | Southampton (1)            |                                                                      |                                                                      |
| 15h00 BST | Whittaker 52e (pen.) · Naismith 90+2e | (0 - 1) | van Dijk 38e · Yoshida 67e | Carrow Road, Norwich Spectateurs : 12 479 Arbitrage : Chris Kavanagh | Carrow Road, Norwich Spectateurs : 12 479 Arbitrage : Chris Kavanagh |

|           | Sutton United (5) | 0 - 0 | AFC Wimbledon (3) |                                                                         |                                                                         |
| 15h00 BST |                   |       |                   | Gander Green Lane, Londres Spectateurs : 5 013 Arbitrage : Keith Stroud | Gander Green Lane, Londres Spectateurs : 5 013 Arbitrage : Keith Stroud |

|           | Accrington Stanley (4)         | 2 - 1   | Luton Town (4) |                                                                         |                                                                         |
| 15h00 BST | McConville 45+2e · Beckles 57e | (1 - 0) | Gray 54e       | Crown Ground, Accrington Spectateurs : 1 717 Arbitrage : Darren Deadman | Crown Ground, Accrington Spectateurs : 1 717 Arbitrage : Darren Deadman |

|           | Rotherham United (2)   | 2 - 3   | Oxford United (3)                       |                                                                         |                                                                         |
| 15h00 BST | Ward 51e · Adeyemi 90e | (0 - 1) | Taylor 41e · Edwards 80e · Hemmings 88e | New York Stadium, Rotherham Spectateurs : 5 618 Arbitrage : Darren Bond | New York Stadium, Rotherham Spectateurs : 5 618 Arbitrage : Darren Bond |

|           | Preston North End (2) | 1 - 2   | Arsenal (1)             |                                                                 |                                                                 |
| 17h30 BST | Robinson 7e           | (1 - 0) | Ramsey 46e · Giroud 89e | Deepdale, Preston Spectateurs : 22 185 Arbitrage : Bobby Madley | Deepdale, Preston Spectateurs : 22 185 Arbitrage : Bobby Madley |

| 8 janvier 2017 | Cardiff City (2) | 1 - 2   | Fulham (2)                   |                                                                            |                                                                            |
| 11h30 BST      | Pilkington 7e    | (1 - 2) | Johansen 14e · Sessegnon 33e | Cardiff City Stadium, Cardiff Spectateurs : 5 199 Arbitrage : Andy Woolmer | Cardiff City Stadium, Cardiff Spectateurs : 5 199 Arbitrage : Andy Woolmer |

|           | Liverpool (1) | 0 - 0 | Plymouth Argyle (4) |                                                                  |                                                                  |
| 13h30 BST |               |       |                     | Anfield, Liverpool Spectateurs : 52 692 Arbitrage : Paul Tierney | Anfield, Liverpool Spectateurs : 52 692 Arbitrage : Paul Tierney |

|           | Chelsea (1)                                 | 4 - 1   | Peterborough United (3) |                                                                        |                                                                        |
| 15h00 BST | Pedro 18e 75e · Batshuayi 43e · Willian 52e | (2 - 0) | Nichols 70e             | Stamford Bridge, Londres Spectateurs : 41 003 Arbitrage : Kevin Friend | Stamford Bridge, Londres Spectateurs : 41 003 Arbitrage : Kevin Friend |

|           | Middlesbrough (1)                            | 3 - 0   | Sheffield Wednesday (2) |                                                                               |                                                                               |
| 15h00 BST | Leadbitter 58e · Negredo 67e · de Roon 90+1e | (0 - 0) |                         | Riverside Stadium, Middlesbrough Spectateurs : 23 661 Arbitrage : David Coote | Riverside Stadium, Middlesbrough Spectateurs : 23 661 Arbitrage : David Coote |

|           | Tottenham Hotspur (1) | 2 - 0   | Aston Villa (2) |                                                                     |                                                                     |
| 16h00 BST | Davies 71e · Son 80e  | (0 - 0) |                 | White Hart Lane, Londres Spectateurs : 31 182 Arbitrage : Mike Dean | White Hart Lane, Londres Spectateurs : 31 182 Arbitrage : Mike Dean |

| 9 janvier 2017 | Cambridge United (4) | 1 - 2   | Leeds United (2)        |                                                                       |                                                                       |
| 19h45 BST      | Ikpeazu 25e          | (1 - 0) | Dallas 56e · Mowatt 64e | Abbey Stadium, Cambridge Spectateurs : 7 973 Arbitrage : Craig Pawson | Abbey Stadium, Cambridge Spectateurs : 7 973 Arbitrage : Craig Pawson |

### Replay
| 17 janvier 2017 | Lincoln City (5) | 1 - 0   | Ipswich Town (2) |                                                                |                                                                |
| 19h45 BST       | Arnold 90+1e     | (0 - 0) |                  | Sincil Bank, Lincoln Spectateurs : 9 054 Arbitrage : Ben Toner | Sincil Bank, Lincoln Spectateurs : 9 054 Arbitrage : Ben Toner |

|           | Burnley (1)          | 2 - 0   | Sunderland (1) |                                                                |                                                                |
| 19h45 BST | Vokes 44e · Gray 83e | (1 - 0) |                | Turf Moor, Burnley Spectateurs : 12 257 Arbitrage : Mike Jones | Turf Moor, Burnley Spectateurs : 12 257 Arbitrage : Mike Jones |

|           | Barnsley (2)  | 1 - 2 a.p. | Blackpool (4)                    |                                                                      |                                                                      |
| 19h45 BST | MacDonald 49e | (0 - 1)    | Mellor 30e · Osayi-Samuel 120+1e | Oakwell Stadium, Barnsley Spectateurs : 5 558 Arbitrage : Roger East | Oakwell Stadium, Barnsley Spectateurs : 5 558 Arbitrage : Roger East |

|           | Fleetwood Town (3) | 0 - 1   | Bristol City (2) |                                                                          |                                                                          |
| 19h45 BST |                    | (0 - 1) | Paterson 17e     | Highbury Stadium, Fleetwood Spectateurs : 2 115 Arbitrage : Carl Boyeson | Highbury Stadium, Fleetwood Spectateurs : 2 115 Arbitrage : Carl Boyeson |

|           | Crystal Palace (1) | 2 - 1   | Bolton Wanderers (3) |                                                                                      |                                                                                      |
| 19h45 BST | Benteke 68e 77e    | (0 - 0) | Henry 48e            | Selhurst Park, South Norwood, Londres Spectateurs : 7 149 Arbitrage : Staurt Attwell | Selhurst Park, South Norwood, Londres Spectateurs : 7 149 Arbitrage : Staurt Attwell |

|           | AFC Wimbledon (3) | 1 - 3   | Sutton United (5)                        |                                                                                            |                                                                                            |
| 19h45 BST | Elliott 10e       | (1 - 0) | Deacon 75e · Biamou 90e · Fitchett 90+6e | Kingsmeadow, Kingston upon Thames, Londres Spectateurs : 4 768 Arbitrage : Chris Sarginson | Kingsmeadow, Kingston upon Thames, Londres Spectateurs : 4 768 Arbitrage : Chris Sarginson |

| 18 janvier 2017 | Newcastle United (2)                   | 3 - 1   | Birmingham City (2) |                                                                                  |                                                                                  |
| 19h45 BST       | Ritchie 9e (pen.) 90+2e · Gouffran 34e | (2 - 0) | Cotterill 71e       | St James' Park, Newcastle upon Tyne Spectateurs : 34 896 Arbitrage : Lee Probert | St James' Park, Newcastle upon Tyne Spectateurs : 34 896 Arbitrage : Lee Probert |

|           | Southampton (1) | 1 - 0   | Norwich City (2) |                                                                               |                                                                               |
| 19h45 BST | Long 90+2e      | (0 - 0) |                  | St Mary's Stadium, Southampton Spectateurs : 13 517 Arbitrage : Jonathan Moss | St Mary's Stadium, Southampton Spectateurs : 13 517 Arbitrage : Jonathan Moss |

|           | Plymouth Argyle (4) | 0 - 1   | Liverpool (1) |                                                                   |                                                                   |
| 19h45 BST |                     | (0 - 1) | Leiva 18e     | Home Park, Plymouth Spectateurs : 17 048 Arbitrage : Graham Scott | Home Park, Plymouth Spectateurs : 17 048 Arbitrage : Graham Scott |

## Quatrième tour (1/16 de finale)
Les équipes du niveau le plus bas dans la hiérarchie du football anglais sont Lincoln City et Sutton United. Elles évoluent en D5.
| 27 janvier 2017 | Derby County (2)      | 2 - 2   | Leicester City (1)         |                                                                             |                                                                             |
| 19h55 BST       | Bent 21e · Bryson 40e | (2 - 1) | Bent 8e (csc) · Morgan 86e | Pride Park Stadium, Derby Spectateurs : 25 079 Arbitrage : Mark Clattenburg | Pride Park Stadium, Derby Spectateurs : 25 079 Arbitrage : Mark Clattenburg |

| 28 janvier 2017 | Liverpool (1) | 1 - 2   | Wolverhampton Wanderers (2) |                                                                  |                                                                  |
| 12h30 BST       | Origi 86e     | (0 - 2) | Stearman 1re · Weimann 41e  | Anfield, Liverpool Spectateurs : 52 469 Arbitrage : Craig Pawson | Anfield, Liverpool Spectateurs : 52 469 Arbitrage : Craig Pawson |

|           | Tottenham Hotspur (1)                         | 4 - 3   | Wycombe Wanderers (4)               |                                                                      |                                                                      |
| 15h00 BST | Son 60e 90+7e · Janssen 64e (pen.) · Alli 89e | (0 - 2) | Hayes 23e 36e (pen.) · Thompson 83e | White Hart Lane, Londres Spectateurs : 31 440 Arbitrage : Roger East | White Hart Lane, Londres Spectateurs : 31 440 Arbitrage : Roger East |

|           | Oxford United (3)                        | 3 - 0   | Newcastle United (2) |                                                                     |                                                                     |
| 15h00 BST | Hemmings 46e · Nelson 79e · Martinez 87e | (0 - 0) |                      | Kassam Stadium, Oxford Spectateurs : 11 810 Arbitrage : David Coote | Kassam Stadium, Oxford Spectateurs : 11 810 Arbitrage : David Coote |

|           | Lincoln City (5)                                   | 3 - 1   | Brighton & Hove Albion (2) |                                                                    |                                                                    |
| 15h00 BST | Power 57e (pen.) · Tomori 62e (csc) · Robinson 85e | (0 - 1) | Towell 24e                 | Sincil Bank, Lincoln Spectateurs : 9 469 Arbitrage : Andrew Madley | Sincil Bank, Lincoln Spectateurs : 9 469 Arbitrage : Andrew Madley |

|           | Chelsea (1)                                                   | 4 - 0   | Brentford (2) |                                                                          |                                                                          |
| 15h00 BST | Willian 14e · Pedro 21e · Ivanovic 69e · Batshuayi 81e (pen.) | (2 - 0) |               | Stamford Bridge, Londres Spectateurs : 41 042 Arbitrage : Michael Oliver | Stamford Bridge, Londres Spectateurs : 41 042 Arbitrage : Michael Oliver |

|           | Rochdale (3) | 0 - 4   | Huddersfield (2)                               |                                                                            |                                                                            |
| 15h00 BST |              | (0 - 1) | Quaner 42e · Brown 66e (pen.) · Hefele 72e 84e | Spotland Stadium, Rochdale Spectateurs : 7 431 Arbitrage : Oliver Langford | Spotland Stadium, Rochdale Spectateurs : 7 431 Arbitrage : Oliver Langford |

|           | Burnley (1)            | 2 - 0   | Bristol City (2) |                                                                    |                                                                    |
| 15h00 BST | Vokes 45e · Defour 68e | (1 - 0) |                  | Turf Moor, Burnley Spectateurs : 14 921 Arbitrage : Andre Marriner | Turf Moor, Burnley Spectateurs : 14 921 Arbitrage : Andre Marriner |

|           | Blackburn Rovers (2)       | 2 - 0   | Blackpool (4) |                                                                    |                                                                    |
| 15h00 BST | Gallagher 9e · Bennett 22e | (2 - 0) |               | Ewood Park, Blackburn Spectateurs : 9 327 Arbitrage : Peter Bankes | Ewood Park, Blackburn Spectateurs : 9 327 Arbitrage : Peter Bankes |

|           | Middlesbrough (1) | 1 - 0   | Accrington Stanley (4) |                                                                                  |                                                                                  |
| 15h00 BST | Downing 69e       | (0 - 0) |                        | Riverside Stadium, Middlesbrough Spectateurs : 24 040 Arbitrage : Anthony Taylor | Riverside Stadium, Middlesbrough Spectateurs : 24 040 Arbitrage : Anthony Taylor |

|           | Crystal Palace (1) | 0 - 3   | Manchester City (1)                   |                                                                    |                                                                    |
| 15h00 BST |                    | (0 - 1) | Sterling 43e · Sané 71e · Touré 90+3e | Selhurst Park, Londres Spectateurs : 13 979 Arbitrage : Mike Jones | Selhurst Park, Londres Spectateurs : 13 979 Arbitrage : Mike Jones |

|           | Southampton (1) | 0 - 5   | Arsenal (1)                           |                                                                              |                                                                              |
| 17h30 BST |                 | (0 - 3) | Welbeck 15e 22e · Walcott 35e 69e 84e | St Mary's Stadium, Southampton Spectateurs : 31 288 Arbitrage : Kevin Friend | St Mary's Stadium, Southampton Spectateurs : 31 288 Arbitrage : Kevin Friend |

| 29 janvier 2017 | Millwall (3) | 1 - 0   | Watford (1) |                                                                  |                                                                  |
| 12h00 BST       | Morison 85e  | (0 - 0) |             | The Den, Londres Spectateurs : 9 772 Arbitrage : Martin Atkinson | The Den, Londres Spectateurs : 9 772 Arbitrage : Martin Atkinson |

|           | Fulham (2)                                            | 4 - 1   | Hull City (1) |                                                                       |                                                                       |
| 12h30 BST | Aluko 17e · Martin 54e · Sessegnon 66e · Johansen 78e | (1 - 0) | Evandro 49e   | Craven Cottage, Londres Spectateurs : 15 143 Arbitrage : Paul Tierney | Craven Cottage, Londres Spectateurs : 15 143 Arbitrage : Paul Tierney |

|           | Sutton United (5)  | 1 - 0   | Leeds United (2) |                                                                           |                                                                           |
| 14h00 BST | Collins 53e (pen.) | (0 - 0) |                  | Gander Green Lane, Londres Spectateurs : 4 997 Arbitrage : Stuart Attwell | Gander Green Lane, Londres Spectateurs : 4 997 Arbitrage : Stuart Attwell |

|           | Manchester United (1)                                             | 4 - 0   | Wigan Athletic (2) |                                                                          |                                                                          |
| 16h00 BST | Fellaini 44e · Smalling 57e · Mkhitaryan 74e · Schweinsteiger 81e | (1 - 0) |                    | Old Trafford, Manchester Spectateurs : 75 229 Arbitrage : Neil Swarbrick | Old Trafford, Manchester Spectateurs : 75 229 Arbitrage : Neil Swarbrick |

### Replay
| 8 février 2017 | Leicester City (1)               | 3 - 1 a.p. | Derby County (2) |                                                                           |                                                                           |
| 19h45 BST      | King 46e · Ndidi 94e · Gray 114e | (0 - 0)    | Camara 61e       | King Power Stadium, Leicester Spectateurs : 31 648 Arbitrage : Mike Jones | King Power Stadium, Leicester Spectateurs : 31 648 Arbitrage : Mike Jones |

## Cinquième tour (1/8 de finale)
Comme au tour précédent, les équipes du niveau le plus bas dans la hiérarchie du football anglais sont Lincoln City et Sutton United. Elles évoluent en D5. C'est ainsi la première fois depuis l'édition 1887-1888 que deux équipes semi-professionnelles ou amateures se hissent à ce niveau de la compétition. 
| 18 février 2017 | Burnley (1) | 0 - 1   | Lincoln City (5) |                                                                  |                                                                  |
| 12h30 BST       |             | (0 - 0) | Raggett 89e      | Turf Moor, Burnley Spectateurs : 19 185 Arbitrage : Graham Scott | Turf Moor, Burnley Spectateurs : 19 185 Arbitrage : Graham Scott |

|           | Middlesbrough (1)                                | 3 - 2   | Oxford United (3)          |                                                                                  |                                                                                  |
| 15h00 BST | Leadbitter 26e (pen.) · Gestede 34e · Stuani 86e | (2 - 0) | Maguire 64e · Martinez 65e | Riverside Stadium, Middlesbrough Spectateurs : 28 198 Arbitrage : Andre Marriner | Riverside Stadium, Middlesbrough Spectateurs : 28 198 Arbitrage : Andre Marriner |

|           | Huddersfield Town (2) | 0 - 0   | Manchester City (1) |                                                                                    |                                                                                    |
| 15h00 BST |                       | (0 - 0) |                     | John Smith's Stadium, Huddersfield Spectateurs : 24 129 Arbitrage : Anthony Taylor | John Smith's Stadium, Huddersfield Spectateurs : 24 129 Arbitrage : Anthony Taylor |

|           | Millwall (3) | 1 - 0   | Leicester City (1) |                                                                |                                                                |
| 15h00 BST | Cummings 90e | (0 - 0) |                    | The Den, Londres Spectateurs : 18 012 Arbitrage : Craig Pawson | The Den, Londres Spectateurs : 18 012 Arbitrage : Craig Pawson |

|           | Wolverhampton Wanderers (2) | 0 - 2   | Chelsea (1)           |                                                                                |                                                                                |
| 17h30 BST |                             | (0 - 0) | Pedro 65e · Costa 89e | Molineux Stadium, Wolverhampton Spectateurs : 30 193 Arbitrage : Jonathan Moss | Molineux Stadium, Wolverhampton Spectateurs : 30 193 Arbitrage : Jonathan Moss |

| 19 février 2017 | Fulham (2) | 0 - 3   | Tottenham Hotspur (1) |                                                                        |                                                                        |
| 14h00 BST       |            | (0 - 1) | Kane 16e 51e 73e      | Craven Cottage, Londres Spectateurs : 22 557 Arbitrage : Robert Madley | Craven Cottage, Londres Spectateurs : 22 557 Arbitrage : Robert Madley |

|           | Blackburn Rovers (2) | 1 - 2   | Manchester United (1)          |                                                                        |                                                                        |
| 16h15 BST | Graham 17e           | (1 - 1) | Rashford 27e · Ibrahimović 76e | Ewood Park, Blackburn Spectateurs : 23 130 Arbitrage : Martin Atkinson | Ewood Park, Blackburn Spectateurs : 23 130 Arbitrage : Martin Atkinson |

| 20 février 2017 | Sutton United (5) | 0 - 2   | Arsenal (1)             |                                                                           |                                                                           |
| 19h55 BST       |                   | (0 - 1) | Pérez 27e · Walcott 55e | Gander Green Lane, Londres Spectateurs : 5 013 Arbitrage : Michael Oliver | Gander Green Lane, Londres Spectateurs : 5 013 Arbitrage : Michael Oliver |

### Replay
| 1er mars 2017 | Manchester City (1)                                               | 5 - 1   | Huddersfield Town (2) |                                                                          |                                                                          |
| 19h45 BST     | Sané 30e · Agüero 35e (pen.) 73e · Zabaleta 38e · Iheanacho 90+1e | (3 - 1) | Bunn 7e               | Etihad Stadium, Manchester Spectateurs : 42 425 Arbitrage : Paul Tierney | Etihad Stadium, Manchester Spectateurs : 42 425 Arbitrage : Paul Tierney |

## Sixième tour (1/4 de finale)
Encore une fois, l'équipe du niveau le plus bas dans la hiérarchie du football anglais évolue en D5. Il s'agit de Lincoln City, qui place d'ailleurs une équipe semi-professionnelle ou amateure en quarts de finale de la compétition pour la première fois depuis 103 ans. En 1914, les Queens Park Rangers s'étaient alors incliné 2-1 face à Liverpool. 
| 11 mars 2017 | Middlesbrough (1) | 0 - 2   | Manchester City (1)   |                                                                             |                                                                             |
| 12h15 BST    |                   | (0 - 1) | Silva 3e · Agüero 67e | Riverside Stadium, Middlesbrough Spectateurs : 32 228 Arbitrage : Mike Dean | Riverside Stadium, Middlesbrough Spectateurs : 32 228 Arbitrage : Mike Dean |

|           | Arsenal (1)                                                                 | 5 - 0   | Lincoln City (5) |                                                                           |                                                                           |
| 17h30 BST | Walcott 45+1e · Giroud 53e · Waterfall 58e (csc) · Sanchez 72e · Ramsey 74e | (1 - 0) |                  | Emirates Stadium, Londres Spectateurs : 59 454 Arbitrage : Anthony Taylor | Emirates Stadium, Londres Spectateurs : 59 454 Arbitrage : Anthony Taylor |

| 12 mars 2017 | Tottenham Hotspur (1)                                    | 6 - 0   | Millwall (3) |                                                                            |                                                                            |
| 14h00 BST    | Eriksen 31e · Son 41e 54e 90+2e · Alli 72e · Janssen 79e | (2 - 0) |              | Stade de Wembley, Londres Spectateurs : 31 137 Arbitrage : Martin Atkinson | Stade de Wembley, Londres Spectateurs : 31 137 Arbitrage : Martin Atkinson |

| 13 mars 2017 | Chelsea (1) | 1 - 0   | Manchester United (1) |                                                                          |                                                                          |
| 19h45 BST    | Kanté 51e   | (0 - 0) |                       | Stamford Bridge, Londres Spectateurs : 40 801 Arbitrage : Michael Oliver | Stamford Bridge, Londres Spectateurs : 40 801 Arbitrage : Michael Oliver |

## Septième tour (Demi-finales)
| 22 avril 2017 | Chelsea (1)                                    | 4 - 2   | Tottenham Hotspur (1) |                                                                   |                                                                   |
| 17h15 BST     | Willian 5e 43e (pen.) · Hazard 75e · Matić 80e | (2 - 1) | Kane 18e · Alli 52e   | Wembley, Londres Spectateurs : 86 355 Arbitrage : Martin Atkinson | Wembley, Londres Spectateurs : 86 355 Arbitrage : Martin Atkinson |
| 17h15 BST     | Rapport                                        |         |                       | Wembley, Londres Spectateurs : 86 355 Arbitrage : Martin Atkinson | Wembley, Londres Spectateurs : 86 355 Arbitrage : Martin Atkinson |

| 23 avril 2017 | Arsenal (1)                | 2 - 1 ap | Manchester City (1) |                                                                |                                                                |
| 15h00 BST     | Monreal 71e · Sánchez 101e | (0 - 0)  | Agüero 62e          | Wembley, Londres Spectateurs : 85 725 Arbitrage : Craig Pawson | Wembley, Londres Spectateurs : 85 725 Arbitrage : Craig Pawson |
| 15h00 BST     | Rapport                    |          |                     | Wembley, Londres Spectateurs : 85 725 Arbitrage : Craig Pawson | Wembley, Londres Spectateurs : 85 725 Arbitrage : Craig Pawson |

## Finale
| 27 mai 2017 | Arsenal (1)             | 2 - 1   | Chelsea (1) |                                                                  |                                                                  |
| 17h30 BST   | Sanchez 4e · Ramsey 79e | (1 - 0) | Costa 76e   | Wembley, Londres Spectateurs : 89 472 Arbitrage : Anthony Taylor | Wembley, Londres Spectateurs : 89 472 Arbitrage : Anthony Taylor |
| 17h30 BST   | Rapport                 |         |             | Wembley, Londres Spectateurs : 89 472 Arbitrage : Anthony Taylor | Wembley, Londres Spectateurs : 89 472 Arbitrage : Anthony Taylor |